# CAF Champions League 2006
De CAF Champions League 2006 was de tiende editie van de Afrikaanse versie van de UEFA Champions League. De competitie startte op 17 februari 2006.

## Uitslagen

### Voorronde
| Team 1               | Tot.   | Team 2                      | 1e wedstr. | 2e wedstr. |
| -------------------- | ------ | --------------------------- | ---------- | ---------- |
| Renacimiento FC      | 2-2(u) | Africa Sports               | 0-0        | 2-2        |
| Stade Malien         | 5-2    | Satellite FC                | 3-0        | 2-2        |
| Tusker FC            | 4-1    | Red Sea FC                  | 3-1        | 1-0        |
| RC Kadiogo           | 1-2    | USM Alger                   | 1-1        | 0-1        |
| AS Douanes Lomé      | 2-3    | ASC Port Autonome           | 0-0        | 2-3        |
| FC Civics            | 5-2    | Sagrada Esperança           | 4-0        | 1-2        |
| East End Lions       | 0-7    | ASEC Abidjan                | 0-4        | 0-3        |
| Mbabane Swallows     | 2-7    | Orlando Pirates             | 0-5        | 2-2        |
| AS Port-Louis 2000   | 1-0    | Coin Nord                   | 1-0        | N/A        |
| Police FC            | 0-3    | Al-Hilal Omdurman           | 0-0        | 0-3        |
| Police XI            | 2-3    | Enugu Rangers               | 2-2        | 0-1        |
| AS MangaSport        | 1-2    | Enyimba                     | 1-0        | 0-2        |
| LPRC Oilers          | 2-3    | ASC Diaraf                  | 0-0        | 2-3        |
| Renaissance FC       | 1-2    | Cotonsport Garoua           | 1-1        | 0-1        |
| FC Saint Eloi Lupopo | 4-1    | AS Police                   | 2-0        | 2-1        |
| ASDR Fatima          | 0-2    | DC Motema Pembe             | 0-0        | 0-2        |
| AS-FNIS              | 1-7    | Club Sportif Sfaxien        | 1-3        | 0-4        |
| APR FC               | 4-2    | AS Aviação                  | 3-2        | 1-0        |
| Aigle Royal Menoua   | 1-4    | Asante Kotoko               | 1-1        | 0-3        |
| La Passe FC          | 0-2    | Clube Ferroviário de Maputo | 0-0        | 0-2        |
| Likhopo              | 0-4    | Mamelodi Sundowns           | 0-1        | 0-3        |
| SS Excelsior         | 3-3(u) | USCA Foot                   | 3-1        | 0-2        |
| Wallidan             | W/O    | Hearts of Oak               | N/A        | N/A        |
| ENPPI                | 0-1    | Saint-George SA             | 0-0        | 0-1        |
| Polisi               | W/O    | CIVO United                 | N/A        | N/A        |
| Al-Ittihad           | 1-5    | JS Kabylie                  | 1-1        | 0-4        |
| Young Africans       | 2-3    | Zanaco FC                   | 2-1        | 0-2        |
| InterStar            | 3-3(u) | CAPS United                 | 3-3        | 0-0        |
| El Ahmedi            | W/O    | Raja Casablanca             | N/A        | N/A        |

Wallidan, CIVO United en El Ahmedi trokken zich terug. De wedstrijden tussen AS Port-Louis 2000 en Coin Nord werd over één wedstrijd beslist met onderlinge toestemming van de clubs.

### Eerste ronde
| Team 1                      | Tot.     | Team 2            | 1e wedstr. | 2e wedstr. |
| --------------------------- | -------- | ----------------- | ---------- | ---------- |
| Stade Malien                | 2-2(u)   | Renacimiento FC   | 2-1        | 0-1        |
| Tusker FC                   | 0-5      | Al Ahly           | 0-2        | 0-3        |
| ASC Port Autonome           | (u)4-4   | USM Alger         | 2-1        | 2-3        |
| ASEC Abidjan                | 4-0      | FC Civics         | 3-0        | 1-0        |
| AS Port-Louis 2000          | 0-9      | Orlando Pirates   | 0-5        | 0-4        |
| Enugu Rangers               | 1-4      | Al-Hilal Omdurman | 1-0        | 0-4        |
| ASC Diaraf                  | 0-2      | Enyimba           | 0-0        | 0-2        |
| FC Saint Eloi Lupopo        | 1-0      | Cotonsport Garoua | 1-0        | 0-0        |
| Club Sportif Sfaxien        | 2-1      | DC Motema Pembe   | 1-1        | 1-0        |
| APR FC                      | 2-2(u)   | FAR Rabat         | 2-1        | 0-1        |
| Clube Ferroviário de Maputo | 1-2      | Asante Kotoko     | 0-0        | 1-2        |
| USCA Foot                   | (u)3-3   | Mamelodi Sundowns | 1-1        | 2-2        |
| Saint-George SA             | 4-0      | Hearts of Oak     | 4-0        | N/A        |
| Polisi                      | 0-5      | Étoile Sahel      | 0-2        | 0-3        |
| Zanaco FC                   | 0-3      | JS Kabylie        | 0-2        | 0-5        |
| Raja Casablanca             | ongeldig | CAPS United       | 1-0        | N/A        |
| Raja Casablanca             | 8-2      | InterStar         | 7-0        | 1-2        |

CAPS United werd na de eerste wedstrijd gediskwalificeerd omdat ze valse informatie gegeven hadden over twee Malawiaanse spelers in hun wedstrijd uit de eerste ronde. Hierdoor waren ze niet speelgerechtigd. InterStar werd heropgevist en speelde verder tegen Raja Casablanca.
De terugwedstrijd tussen Hearts of Oak en Saint-George SA werd bij een 2-0 score stilgelegd toen Saint-George van het veld ging na een protest over een penalty tegen hen. Hearts of Oak mocht door naar de volgende ronde.

### Tweede ronde
| Team 1               | Tot.            | Team 2               | 1e wedstr. | 2e wedstr. |
| -------------------- | --------------- | -------------------- | ---------- | ---------- |
| Renacimiento FC      | 0 - 4           | Al Ahly              | 0 - 0      | 0 - 4      |
| ASC Port Autonome    | 1 - 6           | ASEC Mimosas         | 1 - 0      | 0 - 6      |
| Orlando Pirates(u)   | 3 - 3           | Al-Hilal Omdurman    | 2 - 0      | 1 - 3      |
| Enyimba              | 3 - 0           | FC Saint Eloi Lupopo | 2 - 0      | 1 - 0      |
| Club Sportif Sfaxien | 2 - 1           | FAR Rabat            | 1 - 1      | 1 - 0      |
| Asante Kotoko        | 6 - 1           | USCA Foot            | 6 - 0      | 0 - 1      |
| Hearts of Oak        | 1 - 1 (6-5 pen) | Étoile Sahel         | 1 - 0      | 1 - 0      |
| JS Kabylie           | 3 - 2           | Raja Casablanca      | 3 - 1      | 0 - 1      |

### Groepsfase

#### Groep A
| Team          | Ptn | Wed | W | G | V | DV | DT | DS |
| ------------- | --- | --- | - | - | - | -- | -- | -- |
| CS Sfaxien    | 12  | 6   | 4 | 0 | 2 | 9  | 7  | 2  |
| Al Ahly       | 11  | 6   | 3 | 2 | 1 | 10 | 4  | 6  |
| Asante Kotoko | 7   | 6   | 2 | 1 | 3 | 7  | 10 | -3 |
| JS Kabylie    | 4   | 6   | 1 | 1 | 4 | 4  | 9  | -5 |

| Thuis         | Score | Uit           |
| ------------- | ----- | ------------- |
| JS Kabylie    | 1-0   | Asante Kotoko |
| CS Sfaxien    | 1-0   | Al Ahly       |
| Al Ahly       | 2-0   | JS Kabylie    |
| Asante Kotoko | 4-2   | CS Sfaxien    |
| JS Kabylie    | 0-1   | CS Sfaxien    |
| Asante Kotoko | 0-0   | Al Ahly       |
| Al Ahly       | 4-0   | Asante Kotoko |
| CS Sfaxien    | 2-0   | JS Kabylie    |
| Al Ahly       | 2-1   | CS Sfaxien    |
| Asante Kotoko | 2-1   | JS Kabylie    |
| JS Kabylie    | 2-2   | Al Ahly       |
| CS Sfaxien    | 2-1   | Asante Kotoko |

#### Groep B
| Team            | Ptn | Wed | W | G | V | DV | DT | DS |
| --------------- | --- | --- | - | - | - | -- | -- | -- |
| ASEC Mimosas    | 12  | 6   | 3 | 3 | 0 | 11 | 1  | 10 |
| Orlando Pirates | 9   | 6   | 2 | 3 | 1 | 4  | 6  | -2 |
| Enyimba         | 8   | 6   | 2 | 2 | 2 | 4  | 5  | -1 |
| Hearts of Oak   | 2   | 6   | 0 | 2 | 4 | 0  | 7  | -7 |

| Thuis           | Score | Uit             |
| --------------- | ----- | --------------- |
| Hearts of Oak   | 0-2   | Enyimba         |
| Orlando Pirates | 1-1   | ASEC Mimosas    |
| ASEC Mimosas    | 3-0   | Hearts of Oak   |
| Enyimba         | 1-1   | Orlando Pirates |
| ASEC Mimosas    | 3-0   | Enyimba         |
| Orlando Pirates | 0-0   | Hearts of Oak   |
| Enyimba         | 0-0   | ASEC Mimosas    |
| Hearts of Oak   | 0-1   | Orlando Pirates |
| ASEC Mimosas    | 4-0   | Orlando Pirates |
| Enyimba         | 1-0   | Hearts of Oak   |
| Hearts of Oak   | 0-0   | ASEC Mimosas    |
| Orlando Pirates | 1-0   | Enyimba         |

### Halve finale
| Team 1          | Tot.  | Team 2       | 1e wedstr. | 2e wedstr. |
| --------------- | ----- | ------------ | ---------- | ---------- |
| Orlando Pirates | 0 - 1 | CS Sfaxien   | 0-0        | 0-1        |
| Al Ahly         | 3 - 2 | ASEC Mimosas | 2-0        | 1-2        |

### Finale
| Team 1  | Tot. | Team 2     | 1e wedstr. | 2e wedstr. |
| ------- | ---- | ---------- | ---------- | ---------- |
| Al Ahly | 2-1  | CS Sfaxien | 1-1        | 1-0        |

## Topschutters
| Plaats | Speler            | Club         | Goals |
| ------ | ----------------- | ------------ | ----- |
| 1ste   | Mohamed Aboutrika | Al Ahly      | 8     |
| 2de    | Didier Ya Konan   | ASEC Mimosas | 5     |
| 3de    | Flávio Amado      | Al Ahly      | 4     |